# ¿Qué creías?
¿Qué creías? (spanisch für Was hast du geglaubt?) ist ein Lied der Sängerin Selena Quintanilla-Pérez, das von ihrem Bruder A. B. Quintanilla verfasst wurde und bei dessen Entstehung gemäß anderer (unbelegter) Wikipedia-Sprachversionen auch Ricky Vela, ein weiteres Mitglied von Selenas Begleitband Los Dinos, beteiligt war.
Das Lied wurde erstmals auf dem 1992 erschienenen Album Entre a mi mundo veröffentlicht und erschien 1993 auch als Single.

## Konzerte
Es war das Lied, auf das viele männliche Fans bei einem Konzert warteten und die Hoffnung hegten, einmal ihrem Idol ganz nah sein zu dürfen. Denn bei vielen Konzerten bat Selena vor oder während des Liedes einen männlichen Zuschauer auf die Bühne. Dieser stellte dann ihren fiktiven Exfreund dar, dem sie mal so richtig die Meinung sagte und eine Abreibung erteilte. Diese typische Konzertszene wurde auch in die Netflix-Serie Selena – The Series aufgenommen, in der Selena von der Schauspielerin Christian Serratos verkörpert wird.

## Inhalt
Das Lied erzählt die Abrechnung einer Frau mit ihrem ehemaligen Freund, der sie einige Zeit nach der – offensichtlich von ihm verschuldeten – Trennung wieder sehen möchte, um sie zurückzugewinnen. Aber daran hat sie keinerlei Interesse: ¿Qué creías que te iba a perdonar? ¿Que me iba a olvidare del daño que me hiciste? (Hast du etwa geglaubt, dass ich dir verzeihen würde? Dass ich vergessen würde, was du mir angetan hast?). Sie hat sich mittlerweile daran gewöhnt, ohne ihn zu leben, will ihn nicht mehr sehen und fordert ihn auf, aus ihrem Leben zu verschwinden.